# Geheim verzet
Geheim verzet is een jeugdboek van de Nederlandse schrijver Beene Dubbelboer. Het boek kwam in 1964 uit en werd datzelfde jaar door de kinderjury in Rotterdam gekozen tot beste boek van het jaar.
Het boek beschrijft de lotgevallen van een Drents grensdorp tijdens de Tweede Wereldoorlog, beschreven vanuit het oogpunt van twee jongens: Willem en Geert. Dubbelboer verwerkte in zijn boek een van zijn eigen uitvindingen: een generator waarmee men auto's op turf kon laten rijden. In 2021 kwam de derde druk uit van het boek, bewerkt door Bies van Ede.

## Het verhaal
De vrienden Willem en Geert spelen aan een riviertje dat de Duits-Nederlandse grens vormt, en horen hierbij toevallig een gesprek tussen twee Duitsers. Daaruit blijkt dat Nederland de volgende dag binnengevallen zal worden. Ze waarschuwen hun ouders die de autoriteiten waarschuwen, en inderdaad: de dag erna is het oorlog.
Nederland capituleert al na vijf dagen en de bezetting breekt aan. De vrienden raken gaandeweg betrokken bij illegale activiteiten zoals voorkomen dat goederen gevorderd worden, de auto van een verrader saboteren, parachutisten en een joodse vrouw verbergen. Uiteindelijk blijken zelfs een NSB'er en een ingekwartierde Duitser aan hun kant te staan.
Er wordt tegen het einde van de oorlog echter een eenheid in het dorp gelegerd die er een verdedigingslinie moet aanleggen, om zo de Canadezen tegen te houden. Met hulp van Geert, Wim en de parachutisten weet het dorp zichzelf te bevrijden en wordt een bloedbad voorkomen. Kort daarop arriveren de Canadezen en capituleren de Duitsers.